# Tessitura (cristallografia)
In cristallografia, il termine tessitura indica la distribuzione delle orientazioni dei cristalliti in un policristallo. Un materiale policristallino nel quale queste orientazioni sono completamente casuali si dice privo di tessitura. Se le orientazioni cristallografiche non sono casuali, ma mostrano una qualche orientazione preferenziale, allora il materiale presenta una tessitura debole, moderata o forte. il grado dipende dalla percentuale di cristalli caratterizzati dall'orientazione preferenziale. La tessitura è presente in tutti i materiali e può avere grande influenza sulle loro proprietà. Il concetto di tessitura ricorre anche in geologia, in quanto anche le rocce mostrano una tessitura legata alla storia termomeccanica dei loro processi di formazione.
Una situazione estrema è una completa mancanza di tessitura: un solido con orientazione perfettamente casuale dei cristalliti presenterà proprietà isotropiche su scale di lunghezza sufficientemente più grandi delle dimensioni dei cristalliti. L'estremo opposto è un perfetto cristallo singolo, che avrà per necessità geometriche proprietà anisotropiche.

## Caratterizzazione e rappresentazione
Esistono vari metodi per determinare la tessitura. Alcuni di essi consentono un'analisi quantitativa della tessitura; altri sono soltanto qualitativi. Fra le tecniche quantitative, la più utilizzata è la diffrazione a raggi X che usa i goniometri per tessiture, seguita dal metodo della diffrazione da retrodiffusione elettronica (electron backscatter diffraction, EBSD) nei microscopi elettronici a scansione. L'analisi qualitativa può essere fatta mediante una fotografia di Laue, una semplice diffrazione a raggi X o con il microscopio polarizzato. La diffrazione neutronica e quella sincrotronica con raggi X ad alta energia permettono di accedere a tessiture di materiale massivo e di effettuare analisi in situ, mentre gli strumenti di laboratorio per la diffrazione a raggi X sono più appropriati per le tessiture di film sottili.
La tessitura è spesso rappresentata usando una figura polare, in cui, dato un insieme rappresentativo di cristalliti, da ciascuno di essi è tracciato in una proiezione stereografica uno specifico asse (o polo) cristallografico, insieme alle direzioni attinenti alla storia della trasformazione del materiale. Queste direzioni definiscono il cosiddetto quadro di riferimento del campione e, poiché lo studio delle tessiture partì in origine dalla lavorazione a freddo dei metalli, sono di solito indicate come direzione di rotolamento DR, direzione trasversale DT e direzione normale DN. Per i fili metallici trafilati l'asse della fibra cilindrica è risultato essere la direzione del campione intorno alla quale si osserva tipicamente l'orientamento preferenziale (vedi sotto).

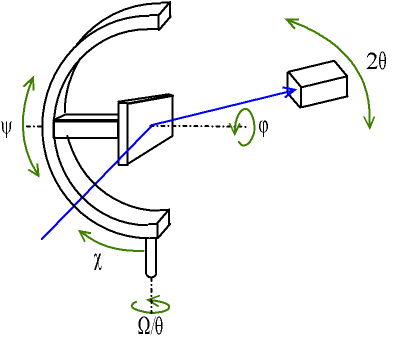
Diffrattometro a quattro cerchi, o culla di Eulero, per la misurazione della tessitura con la diffrazione a raggi X
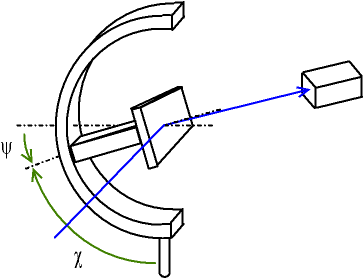
Posizione χ per la misurazione della riflessione
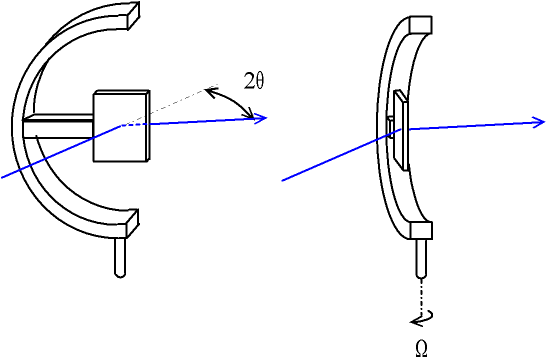
Posizione ω per la misurazione della trasmissione

## Tessiture di tipo comune
Esistono varie tessiture che si trovano comunemente nei materiali trasformati. Esse prendono il nome o dallo scienziato che le scoprì, o dal materiale in cui si trovano maggiormente. Per semplicità, queste sono espresse in indici di Miller. 
- Componente cubica: (001)[100]
- Componente dell'ottone: (110)[-112]
- Componente del rame: (112)[11-1]
- Componente S: (123)[63-4].

## Funzione di distribuzione delle orientazioni
La rappresentazione tridimensionale completa della tessitura cristallografica è data dalla funzione di distribuzione delle orientazioni, {\displaystyle FDO} (orientation distribution function, ODF), che può essere ottenuta attraverso la valutazione di un insieme di figure polari o di spettri di diffrazione. Successivamente, tutte le figure polari possono essere derivate dalla {\displaystyle FDO}.
La {\displaystyle FDO} si definisce come la frazione del volume dei grani del policristallo dotati di una certa orientazione {\displaystyle {\boldsymbol {g}}}.
{\displaystyle FDO({\boldsymbol {g}})={\frac {1}{V}}{\frac {dV({\boldsymbol {g}})}{dg}}.}
L'orientazione {\displaystyle {\boldsymbol {g}}} è normalmente identificata usando tre angoli di Eulero. Gli angoli di Eulero descrivono poi la transizione dal quadro di riferimento del campione al quadro di riferimento cristallografico di ciascun singolo grano del policristallo. Si finisce così con un grande insieme di diversi angoli di Eulero, la cui distribuzione è descritta dalla {\displaystyle FDO}.
La funzione di distribuzione delle orientazioni, {\displaystyle FDO}, non può essere misurata direttamente mediante nessuna tecnica. Tradizionalmenre sia la diffrazione a raggi X che la EBSD possono rilevare le figure polari. Esistono diverse metodologie per ottenere la {\displaystyle FDO} dalle figure polari o dai dati in generale, che possono essere classificate in base a come rappresentano la {\displaystyle FDO}. Alcune rappresentano la {\displaystyle FDO} come una funzione, una somma di funzioni o la espandono in una serie di funzioni armoniche. Altre, note come metodi discreti, dividono lo spazio della {\displaystyle FDO} in celle e si concentrano sulla determinazione del valore della {\displaystyle FDO} in ogni cella.

## Origini

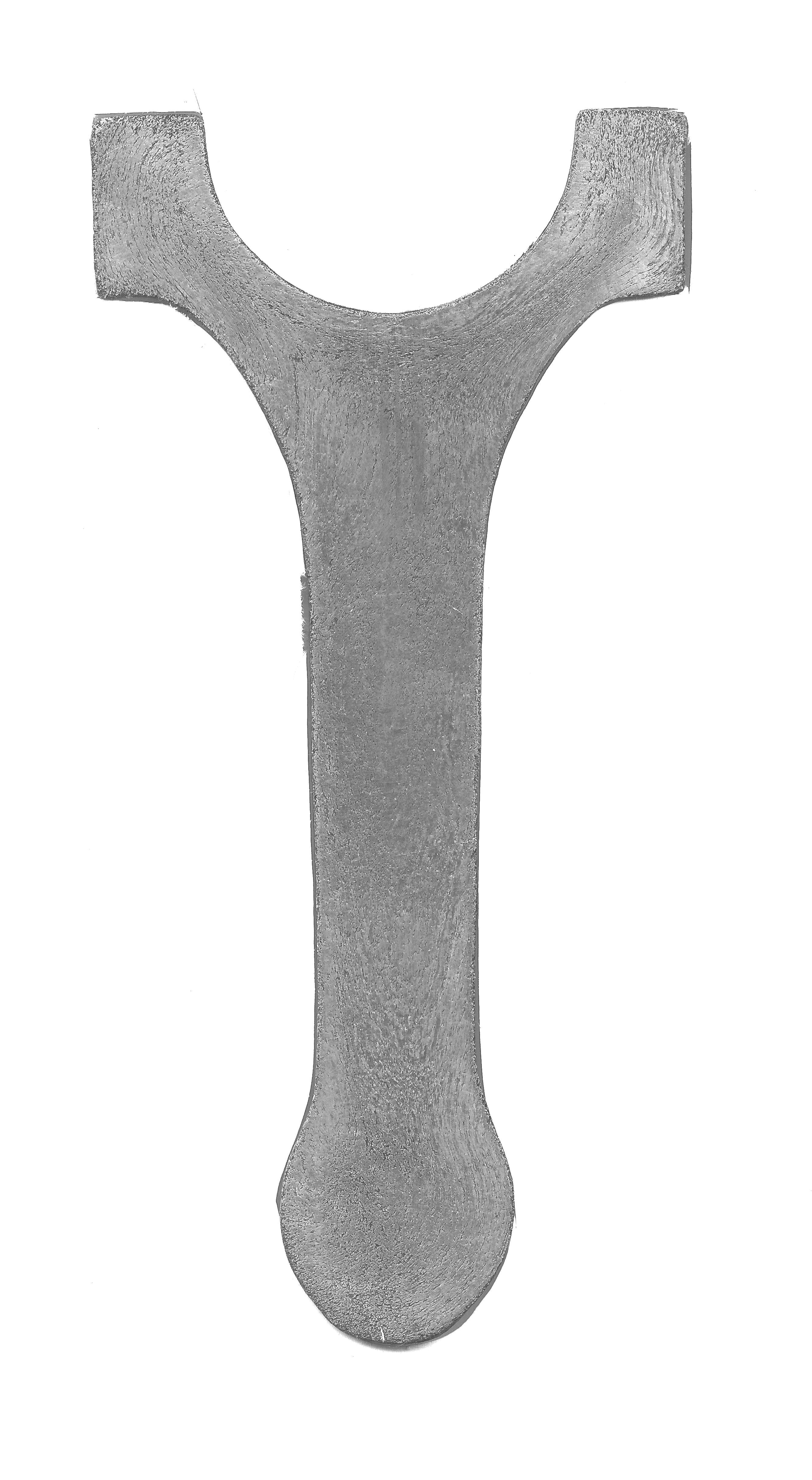
Scansione di una biella forgiata, sezionata, che è stata corrosa per mostrare il flusso dei grani.

Nel filo e nella fibra, tutti i cristalli tendono ad avere orientazione quasi identica in direzione assiale, ma quasi casuale in direzione radiale. Le eccezioni più familiari a questa regola sono la fibra di vetro, che non ha una struttura cristallina, e la fibra di carbonio, nella quale l'anisotropia cristallina è così grande che un filamento di buona qualità sarà un cristallo singolo distorto con simmetria approssimativamente cilindrica (spesso paragonato a un rotolo di gelatina). Anche le fibre a cristallo singolo non sono insolite.
La fabbricazione della lamiera spesso implica compressione in una direzione e, nelle operazioni efficienti di laminazione, tensione in un'altra, il che può orientare i cristalliti in entrambi gli assi mediante un processo noto come flusso di grani. Tuttavia, la lavorazione a freddo distrugge gran parte dell'ordine cristallino, e i nuovi cristalliti che nascono con la ricottura di solito hanno una diversa tessitura. Il controllo della tessitura è estremamente importante nella fabbricazione delle lamiere di ferro dolce per i nuclei dei trasformatori (per ridurre l'isteresi magnetica) e delle lattine di alluminio (dal momento che l'imbutitura richiede un'estrema e relativamente uniforme plasticità).
La tessitura nelle ceramiche di solito nasce perché i cristalliti in un impasto semiliquido hanno forme che dipendono dall'orientazione cristallina, spesso aghiformi o lastriformi. Queste particelle si allineano quando l'acqua lascia l'impasto, o quando si forma l'argilla.
La ricottura o altre transizioni da fluido a solido (cioè, la deposizione di film sottili) producono solidi con tessitura quando c'è abbastanza tempo ed energia di attivazione perché gli atomi trovino posto nei cristalli esistenti, piuttosto che condensarsi come un solido amorfo o dare vita a nuovi cristalli con orientazione casuale. Alcune sfaccettature di un cristallo (spesso i piani strettamente riempiti) crescono più rapidamente di altri, e i cristalliti per i quali uno di questi piani è rivolto nella direzione della crescita di solito vinceranno la competizione con i cristalli nelle altre orientazioni. Nel caso estremo, solo un cristallo sopravviverà dopo un certo intervallo: questo fenomeno è sfruttato nel processo Czochralski (a meno che non si usi un germe cristallino) e nella fusione delle eliche per turbine e di altre parti sensibili allo scorrimento.

## Tessitura e proprietà dei materiali
Proprietà dei materiali come la resistenza, la reattività chimica, la resistenza alla rottura da tensocorrosione, la saldabilità, il comportamento sotto deformazione, la resistenza al danno radioattivo e la suscettività magnetica possono essere fortemente dipendenti dalla tessitura del materiale e dai relativi cambiamenti nella microstruttura. In molti materiali, le proprietà sono specifiche della tessitura, e lo sviluppo di tessiture sfavorevoli quando il materiale è fabbricato o in uso possono creare debolezze che possono iniziare o esacerbare i guasti. Le parti possono non riuscire a funzionare a causa di tessiture sfavorevoli nei loro materiali componenti. I guasti possono correlarsi alle tessiture cristalline formatesi durante la fabbricazione o l'uso di quel componente. Conseguentemente, la considerazione delle tessiture che sono presenti e che potrebbero formarsi nei componenti ingegnerizzati mentre sono in uso può essere un fattore cruciale quando si prendono decisioni sulla selezione di alcuni materiali e sui metodi impiegati per produrre parti con quegli stessi materiali. Quando le parti si guastano durante l'uso o l'abuso, capire le tessiture che si presentano all'interno di quelle parti può essere cruciale per la corretta interpretazione dei dati sull'analisi dei guasti.

## Tessiture dei film sottili
Tessiture pronunciate si presentano nei film sottili. I moderni dispositivi tecnologici fanno affidamento in larga misura sui film sottili policristallini con uno spessore nell'intervallo dei nanometri e dei micrometri. Questo vale, per esempio, per tutti i sistemi microelettronici e per la maggior parte di quelli optoelettronici o per gli strati sensoriali e superconduttivi. La maggior parte delle tessiture dei film sottili possono essere categorizzate in due tipi differenti: (1) per le cosiddette tessiture fibrose l'orientazione di un certo piano reticolare è di preferenza parallela al piano del substrato. (2) In contrasto, nelle tessiture biassiali anche l'orientazione interna al piano dei cristalliti diventa fissa rispetto al campione. Quest'ultimo fenomeno si osserva di conseguenza nei processi di crescita quasi epitassiale, dove gli assi cristallografici dello strato tendono ad allinearsi lungo quelli del substrato.
Adattare la tessitura a richiesta è diventato un compito importante nella tecnologia dei film sottili. Nel caso dei composti degli ossidi destinati alle pellicole conduttive trasparenti o ai dispositivi con onda acustica di superficie (surface acoustic wave, SAW), ad esempio, l'asse polare dovrebbe essere allineato lungo la normale al substrato. Un altro esempio è dato da cavi di superconduttori ad alta temperatura che stanno venendo sviluppati come sistemi multistrato di ossidi depositati su nastri metallici. L'aggiustamento della tessitura biassiale negli strati di YBa2Cu3O7 si è rivelato il prerequisitivo decisivo per raggiungere correnti critiche sufficientemente grandi.
Il grado della tessitura è spesso soggetto a un'evoluzione durante la crescita dei film sottili e le tessiture più pronunciate si ottengono soltanto dopo che lo strato ha raggiunto un certo spessore. I produttori di film sottili richiedono perciò informazioni sul profilo della tessitura o sul gradiente della tessitura stessa al fine di ottimizzare il processo di deposizione. La determinazione dei gradienti della tessitura mediante la diffrazione dei raggi X, tuttavia, non è diretta, perché le diverse profondità del campione contribuiscono al segnale. Le tecniche che consentono l'adeguata deconvoluzione dell'intensità della diffrazione sono state sviluppate solo di recente.